# Malec (województwo podlaskie)
Malec – wieś w Polsce położona w województwie podlaskim, w powiecie wysokomazowieckim, w gminie Ciechanowiec.
W latach 1975–1998 miejscowość administracyjnie należała do województwa łomżyńskiego.
Wierni kościoła rzymskokatolickiego należą do parafii Trójcy Przenajświętszej w Ciechanowcu, a prawosławni do  parafii Wniebowstąpienia Pańskiego w Ciechanowcu.
| SIMC    | Nazwa    | Rodzaj    |
| ------- | -------- | --------- |
| 0395748 | Podgajki | część wsi |

## Historia
W I Rzeczypospolitej wieś należała do ziemi drohickiej w województwie podlaskim.
Pod koniec wieku XIX w powiecie bielskim, gubernia grodzieńska, gmina Skórzec, parafia Ciechanowiec. Użytki rolne o powierzchni 201 dziesięcin.
W pobliżu znajdował się folwark o powierzchni 606 dziesięcin (w tym 375 lasu). Wchodził on w skład dóbr ostrożańsko-pobikrowskich. W 1889 własność hr. Jezierskiego.
W roku 1921:
- we wsi Malec znajdowały się 44 budynki mieszkalne. Naliczono 297 osób (136 mężczyzn i 161 kobiet). Wszyscy zadeklarowali narodowość polską. Wyznanie rzymskokatolickie zgłosiło 277 osób, a prawosławne 20
- w folwarku Malec były 4 budynki z przeznaczeniem mieszkalnym i 70 mieszkańców (30 mężczyzn i 40 kobiet). Wszyscy zadeklarowali narodowość polską i wyznanie rzymskokatolickie[9]

We wsi znajduje się wzniesienie zwane cmentarzykiem. Według dawnych podań stała tam drewniana cerkiew unicka św. Jerzego Męczennika, którą około 1730 roku przeniesiono do Ciechanowca. W 1757r. unicka parafia Ciechanowiec obejmowała miasto i wsie: Malec, Przybyszyn, Pełch, Bujenka, Kułaki.Jeszcze w XIX wieku w miejscu dawnej Świątyni Unickiej, istniał  wysoki na ponad trzy metry i szeroki na dwadzieścia kurhan.